# Mardudjara
Los mardudjara, del grupo étnico mardu, son una tribu de aborígenes australianos asentados mayoritariamente en Jigalong, al oeste de Australia. Son parte del bloque cultural occidental del continente australiano, y es remarcable su homogeneidad social, cultural y lingüística. "Mardu", que quiere decir "hombre" o "persona", se concibió como una etiqueta colectiva ya que no existe un término aglutinador. Sus distintos subgrupos dialectales incluyen los Gardujarra, Manyjilyjarra, Gurajarra, Giyajarra y Budijarra.
Su economía de subsistencia está apoyada en la caza, la recolección y el pastoreo, y su religión se funda en un sistema de creencias tradicionales basadas en el tiempo del sueño.
La población mardudjara se estima en unos 1.000 individuos, la mayoría de los cuales viven en Jigalong, que se ha convertido en una especie de reserva.

## Localización
Los mardudjara viven en el Trópico de Capricornio, entre 122° y 125° E, en uno de los entornos más duros del mundo, donde las precipitaciones, la variable ecológica fundamental, son escasas y altamente impredecibles. La disponibilidad permanente de agua es rara (la obtienen de manantiales y balsas), y los rangos de temperaturas van de los -4 °C a los más de 54 °C. Las principales formas de relieve en este hábitat son las crestas paralelas de arena de color rojo con llanos corredores entre dunas, llanuras de arena y piedra cubiertas de spinifex, zonas montañosas escarpadas con estrechas gargantas y áreas de matorrales de acacias y lechos de río bordeados por eucaliptos. La vida animal de la zona comprende canguros, emús, lagartos, aves, insectos y larvas, que junto con semillas de hierba, tubérculos, bayas, frutas y néctares, han formado tradicionalmente la base de la dieta de los aborígenes.

## Historia
Los mardudjara han vivido aislados del mundo sin ser molestados, en parte gracias a su entorno natural prohibitivo, hasta la colonización europea. Los colonizadores los atrajeron del desierto a asentamientos marginales: campamentos mineros, propiedades pastorales, pequeños pueblos y misiones, en un principio por períodos breves. Sin embargo, los incentivos que les ofrecían los blancos, que deseaban su trabajo (y, en el caso de las mujeres, los servicios sexuales), además de sentir cada vez más predilección por los productos alimenticios europeos y otras materias primas, los aproximaron a la vida de los colonizadores. Finalmente abandonaron su vida nómada de cazadores-recolectores y se asentaron cerca de los blancos. A pesar de ello, los mardu permanecen como una de las sociedades aborígenes más apegadas a su tradición fundamentada en unas relaciones muy estrictas de parentesco y a su religión.

## Demografía
Es imposible cuantificar cuál era el tamaño de la población mardudjara antes de la colonización europea, ya que viajaban por el desierto en grupos de 15-20 personas, y es muy difícil saber cuantos grupos había. La densidad de población aproximada era de un individuo por cada 91 kilómetros cuadrados de desierto.
Hay unos 1.000 individuos de esta etnia, la mayoría de los cuales vive en el asentamiento de Jigalong. Sin embargo, otros grupos viven en comunidades a las afueras del desierto de Gibson. Desde que Jigalong se ha convertido en el asentamiento principal de los mardudjara, la población ha aumentado. La movilidad sigue siendo alta, especialmente entre Jigalong, cuya población es de alrededor de 300, y las estaciones remotas, que van de la población de 20 a 100 personas. 
Jigalong tiene campo de aviación, caminos de tierra en buen estado que conectan con la carretera principal hacia el oeste, teléfono y contacto por radio, televisión, y muchos vehículos de motor. Además, dispone de una gran escuela, clínica médica, sistema de alcantarillado, electricidad, suministro de agua, una tienda bien surtida propiedad de la comunidad, y otras comodidades occidentales orientadas tanto a los blancos como a los aborígenes. Sin embargo, muchas personas siguen viviendo en condiciones miserables y de falta de higiene. Las estaciones remotas todavía se están desarrollando, aunque la mayoría tienen necesidades básicas como suministro de agua y transceptores de radio.

## Idioma
Los grupos mardu hablan dialectos mutuamente inteligibles de la lengua del desierto occidental, el idioma aborigen más hablado de Australia, con más de 7.000 hablantes en 2006. Se trata de una lengua no catalogada.

## Costumbres
Las sociedades mardudjara se construyen sobre los cimientos de unas relaciones muy estrictas de parentesco. Los lazos de parentesco y religiosos vinculan los grupos mardudjara a lo largo del desierto, a pesar de estar dispersos entre sí. Se clasifican en divisiones territoriales que aglutinan dialectos, grupos de parentesco y territorios. A pesar de ello, no son exactamente tribus, ya que, a pesar de existir límites entre ellos, estos siempre han sido permeables. A menudo, entre los grupos más arraigados a un territorio concreto, compartían lugares comunes, con un lugar sagrado y un manantial de agua.
Las mujeres generalmente se casan cuando tienen edad de tener hijos; solo entonces tienen hijos. Los hombres, en cambio, se casan y tienen hijos casi entrada la treintena, ya que deben completar ritos de transición a la edad adulta muy peculiares, que incluyen una circuncisión y una subincisión en los genitales. Son habituales las familias nucleares y polígamas aún hoy en día, y es habitual en los campamentos que las familias coman y pasen el día en casa de los parientes más cercanos. Es costumbre ser generoso y compartir las materias primas con los demás, y la mayoría de casas proveen de comida y refugio a familiares. Los roles de las mujeres suelen ser los de cuidar de la casa y los niños y los de los hombres son la caza y la recolecta.